# You Don't Have to Live Like a Referee
You Don't Have to Live Like a Referee (em português livre: "Você Não Precisa Viver como um Árbitro") é o décimo sexto episódio da vigésima quinta temporada do seriado de animação de comédia de situação The Simpsons, exibido originalmente na noite de 30 de Março de 2014 pela FOX nos Estados Unidos. Já na América Latina, a estreia do episódio foi ao ar em 8 de junho de 2014. Nele, Homer se torna juiz de futebol depois que Lisa faz um discurso no colégio em que elogia a integridade do pai. Ele é convidado a arbitrar na Copa do Mundo do Brasil e acaba se envolvendo com gângsteres que tentam manipular o resultado das partidas.
O episódio foi bem recebido pela crítica de televisão especializada. De acordo com o instituto de mediação de audiências Nielsen, foi assistido por 3,91 milhões de espectadores em sua exibição original e recebeu uma quota de 1.9/5 no perfil demográfico de telespectadores entre os 18 aos 49 anos de idade.
O episódio ganhou destaque na mídia por ter "previsto" alguns acontecimentos da Copa do Mundo de 2014 como o quarto título conquistado pela seleção Alemã, a derrota do Brasil para a Alemanha e a lesão sofrida pelo jogador Neymar. Em 2020, ele "previu" também a cédula de 200 reais.

## Produção
Em 22 de outubro de 2013, a Fox Broadcasting Company anunciou a imprensa um episódio de The Simpsons com temática voltada a Copa do Mundo FIFA de 2014, sob o título de "You Don't Have to Live Like a Referee". O episódio faz parte de uma divulgação do esporte nos Estados Unidos, já que a Fox irá exibir as Copas do Mundos de 2018 e 2022. Além do episódio, a Fox confirmou a criação de uma linha de produtos licenciados da série para algumas das principais equipes do planeta.
O primeiro a ser anunciado foi o Chelsea. Os jogadores Petr Cech, Eden Hazard, Frank Lampard, John Terry e Fernando Torres foram os selecionados e ganharam caricaturas feitas por Matt Groening. Sobre as caricaturas, Terry comentou que "é incrível me ver e ver os meus colegas como personagens dos Simpsons. É o meu programa favorito". Seguindo o Chelsea, em 12 de março o Barcelona apresentou em seu site oficial os jogadores Lionel Messi, Neymar, Xavi e Andrés Iniesta e suas versões personalizadas feitas por Groening. De acordo com o site oficial do clube, a parceria durará até 2015, e será de inteira ação de merchandising, sem a necessidade da participação dos jogadores em qualquer episódio da série.

## Enredo
Após um discurso feito por Lisa elogiando o desempenho de Homer como árbitro de futebol, ele recebe uma proposta para arbitrar a Copa do Mundo do Brasil. A família Simpson chega ao País após um voo turbulento da empresa fictícia Air Brasília.

Silhueta do Edifício Altino Arantes, da Catedral Metropolitana e da Ponte Estaiada no horizonte de São Paulo, visto por Homer Simpson.

A família faz um tour pelas sedes do Mundial: São Paulo, Rio de Janeiro, Brasília, Recife e Manaus. No hotel, Bart assiste a um programa infantil com uma mulher seminua, similar ao Teleboobies (Teleseios). A inacabada Neo Química Arena aparece pronta, e Homer Simpson apita o jogo entre Brasil e Luxemburgo.
Em São Paulo, Homer Simpson e a família jantam em um famoso restaurante que possui uma Figueira localizado no bairro nobre dos Jardins. Marge tenta fazer seu pedido em português. Homer vai para a rua e vê, no mesmo local, os principais pontos turísticos da cidade: o Edifício Altino Arantes (Banespa) e a Catedral da Sé, que ficam no Centro, além da Ponte Estaiada, que originalmente se localiza na zona sul, e a Torre da Band, na zona oeste.
Homer Simpson é abordado por gangsteres latinos que oferecem propina para ele ajudar o Brasil a ser campeão do mundo. Após alguns pesadelos e a lembrança da filha, Lisa, que o considera seu herói, ele desiste da proposta na final, entre Brasil e Alemanha. No Maracanã lotado, Homer corretamente não marca o pênalti quando o fictício jogador brasileiro El Divo passa mal e cai na grande área (na sequência, o atleta aparece sendo sepultado), o que resulta na derrota por 2 a 0, causando ira aos gangsteres.
Ao final da partida, Homer é ameaçado de morte. Porém, Marge e a mãe do gângster o salvam, e a família e termina o tour pelo Brasil conhecendo a Amazônia, que aparece sendo desmatada pelo palhaço Krusty, que deseja abrir uma filial de sua rede de fast food.